# Dietmar Kienast
Dietmar Kienast (* 22. August 1925 in Berlin; † 13. Februar 2012 in Olching bei München) war ein deutscher Althistoriker.
Kienasts Vater war der Germanist Richard Kienast. Er besuchte das humanistische Gymnasium von 1935 bis 1944 in Berlin und in Heidelberg. Von 1944 bis 1947 studierte er Alte Geschichte und Klassische Philologie an der Universität Heidelberg und im Sommersemester 1949 sowie im Wintersemester 1949/50 an der Universität Hamburg. Sein Studium musste er durch Kriegsdienst und sowjetische Kriegsgefangenschaft von August 1944 bis August 1946 unterbrechen. Kienast wurde im Sommersemester 1953 in Heidelberg bei Hans Schaefer mit einer Arbeit über Marcus Porcius Cato Censorius promoviert. Die Arbeit gilt heute als beste Einführung in das Leben Catos, in der zudem viele Vorurteile über die Person relativiert wurden. Von Anfang 1956 bis März 1958 war Kienast Assistent von Hans Ulrich Instinsky an der Universität Mainz. Anschließend ging er nach München und war am „Antiken Fundmünzenkatalog“ beschäftigt. Im Juli 1958 wurde er Assistent von Konrad Kraft an der Universität Frankfurt am Main. Seine Habilitation erfolgte 1963 bei Kraft mit der Arbeit Untersuchungen zu den Kriegsflotten der römischen Kaiserzeit. In Frankfurt war er seit 1963 auch als Privatdozent für Alte Geschichte tätig. Für ein Semester hatte er eine Lehrstuhlvertretung für Alte Geschichte an der Universität des Saarlandes. 1965 wurde er als ordentlicher Professor auf den Althistorischen Lehrstuhl in Marburg berufen. Von 1972 bis zu seiner Emeritierung im Jahr 1990 lehrte er an der Universität Düsseldorf. Im Dezember 1983 wurde Kienast ordentliches Mitglied des Deutschen Archäologischen Instituts.
Kienast hat sich jeder Periode der Alten Geschichte forschend zugewandt, vom Archaischen Zeitalter der Griechen bis zur Spätantike. Seine ungewöhnliche wissenschaftliche Breite zeigt sich auch in dem souveränen Umgang mit numismatischen, epigraphischen und archäologischen Zeugnissen. Für die römische Kaiserzeit galt Kienast als führender Experte. Seine Römische Kaisertabelle, die mit der Teilung des Reiches im Jahr 395 endet, wurde zu einem Standardwerk in der althistorischen Forschung und Lehre. In zeitlicher Reihenfolge werden die einzelnen Herrscher behandelt. Das Werk liefert Informationen zu Geburt, Herkunft, Laufbahn und Herrschaftsantritt. Anschließend folgen in tabellarischer Form die wichtigsten Daten der Regierungszeit und die Aufzählung der Konsulate, der tribunizischen Gewalt, der imperatorischen Akklamationen und der Siegerbeinamen. Nach den einzelnen Herrschern folgen ein Kalender kaiserzeitlicher Daten (S. 345–374) und Stammtafeln zu den Herrscherfamilien (S. 377–382).
Die 1982 veröffentlichte Augustus-Biografie war die erste moderne Darstellung des augusteischen Zeitalters und sollte ausdrücklich keine Biografie, sondern eine Studie der augusteischen Zeit sein. Sie gilt als „für die wissenschaftliche Beschäftigung mit Augustus unerlässlich“, wie beispielsweise der Althistoriker Heinrich Schlange-Schöningen urteilte. Sie erschien 2014 in fünfter Auflage. Anders als der Großteil der Althistoriker seiner Zeit interessierte sich Kienast weniger für Detailprobleme als für die großen Zusammenhänge der antiken Geschichte. Zu seinen akademischen Schülern gehörten Frank Bernstein und Ruprecht Ziegler.
Kienast verstarb im Alter von 86 Jahren am 13. Februar 2012 in Olching bei München. Eine Geschichte der Perserkriege konnte er nicht mehr vollenden.

## Schriften (Auswahl)
- Cato der Zensor. Seine Persönlichkeit und seine Zeit. Mit einem kritisch durchgesehenen Neuabdruck der Redefragmente Catos. Quelle und Meyer, Heidelberg 1954 (Zugleich: Heidelberg, Universität, Dissertation, 1953).
  - unter dem Titel Cato der Zensor. Seine Persönlichkeit und seine Zeit. Mit einem Abdruck einiger Redefragmente Catos als Anhang. Unveränderter Nachdruck der 1954 beim Verlag Quelle & Meyer, Heidelberg, erschienenen 1. Auflage, um ein bibliographisches Nachwort erweitert. Wissenschaftliche Buchgesellschaft, Darmstadt 1979, ISBN 3-534-07146-8.
- Untersuchungen zu den Kriegsflotten der römischen Kaiserzeit (= Antiquitas. Reihe 1: Abhandlungen zur alten Geschichte. Bd. 13). Habelt, Bonn 1966 (Zugleich: Frankfurt am Main, Universität, Habilitations-Schrift vom 12. Juni 1963).
- Kleine Schriften. Herausgegeben von Raban von Haehling, Otfried von Vacano und Ruprecht Ziegler. Scientia-Verlag, Aalen 1994, ISBN 3-511-00270-2.
- Römische Kaisertabelle. Grundzüge einer römischen Kaiserchronologie. Wissenschaftliche Buchgesellschaft, Darmstadt 1990, ISBN 3-534-07532-3 (5. Auflage (unveränderter Nachdruck der 2. durchgesehenen und erweiterten Auflage 1996). ebenda 2011, ISBN 978-3-534-24672-4).
- Augustus. Prinzeps und Monarch. Wissenschaftliche Buchgesellschaft, Darmstadt 1982, ISBN 3-534-07058-5 (5., gegenüber der 4. um ein Vorwort erweiterte Auflage. von Zabern, Darmstadt 2014, ISBN 3-8053-4844-4).